# شرکت توسعه صنعتی و معدنی صبانور
شرکت توسعه صنعتی و معدنی صبانور یک شرکت ایرانی است که در زمینهٔ معدن‌کاری و فراوری محصولات مرتبط با صنعت فولاد فعالیت می‌کند.

## تاریخچه
شرکت توسعه صنعتی و معدنی صبانور در سال ۱۳۷۵ با نام «شرکت تامین مواد اولیه صبانور» به‌عنوان یک شرکت سهامی خاص، به‌منظور فعالیت در زمینهٔ اکتشاف، استخراج و بهره‌برداری از معادن سنگ آهن غرب ایران، و نیز تولید سنگ آهن، گندله و محصولات فولادی تأسیس شد. بر اساس مصوبهٔ مجمع عمومی فوق‌العاده صاحبان سهام در اردیبهشت سال ۱۳۹۰ نوع شرکت از سهامی خاص به سهامی عام تغییر یافت. در اوایل سال ۱۳۹۱، سهام این شرکت با نماد «کنور» در بورس اوراق بهادار تهران عرضه شد. نام این شرکت در سال ۱۳۹۳ از «شرکت تامین مواد اولیه صبانور» به «شرکت توسعه صنعتی و معدنی صبانور» تغییر کرد.

## عملیات
شرکت صبانور در زمینهٔ اکتشاف، استخراج و فراوری سنگ آهن از معادن غرب و شمال غرب ایران فعالیت می‌کند، و زنجیرهٔ تولید محصولات مرتبط با آهن را، از استخراج سنگ آهن تا فراوری کنستانتره، و سپس گندله از آن، شکل داده است. این شرکت در حال حاضر بزرگترین تولیدکنندهٔ سنگ آهن، کنستانترهٔ سنگ آهن و گندله در غرب و شمال غرب ایران است، و سطح کل ایران با توجه به حجم فروش و صادرات در ردهٔ ششم قرار دارد. معادن تولید سنگ آهن این شرکت در منطقهٔ باباعلی استان همدان، و منطقهٔ گلالی و حسن‌آباد استان کردستان قرار دارد. همچنین این شرکت دارای دو کارخانهٔ تولید کنستانترهٔ آهن در استان همدان و استان کردستان، و یک کارخانهٔ تولید گندلهٔ این شرکت در استان همدان است. 